# Maxime Weygand
Maxime Weygand (Brussel, 21 januari 1867 – Parijs, 28 januari 1965) was een Franse generaal van Belgische geboorte, die een belangrijke rol speelde tijdens zowel de Eerste als de Tweede Wereldoorlog.
Weygand was opperbevelhebber van het Franse leger tijdens de Slag om Frankrijk in 1940 en speelde daarna een rol in het Vichyregime.

## Mysterieuze geboorte
Weygand werd op 21 januari 1867 geboren in Brussel. Wie zijn ouders zijn, is niet bekend. Zijn geboorteakte vermeldt "onbekende ouders". Dat heeft geleid tot allerlei speculaties dat hij het kind uit een verborgen relatie van zeer vooraanstaande personen was.
De bekendste theorie is dat zijn moeder keizerin Charlotte van Mexico was, die een relatie zou hebben gehad met generaal Alfred Van der Smissen. Charlotte kon inderdaad goed opschieten met Van der Smissen, toen ze beiden in Mexico waren, maar ze was op het moment van Weygands geboorte niet in België. Keizerin Charlotte keerde pas in juli 1867 terug naar België, lang na de geboorteaangifte van Maxime in januari 1867.
Ook is beweerd dat Charlottes broer koning Leopold II van België en een Poolse minnares de ouders zouden zijn. Generaal Van der Smissen leek sterk op Weygand en hij gold daardoor lang als meest plausibele vader. De Franse journalist Dominique Paoli beweerde in 2003 na onderzoek te hebben gevonden dat hij wel degelijk de zoon was van generaal Alfred Van der Smissen, bovendien dat zijn moeder Mélanie Zichy-Metternich was. Ze beweerde ook dat hij in 1865 was geboren in plaats van in 1867.
Weygand verklaarde zijn ouders niet te kennen. Als klein kind werd hij naar Marseille gestuurd waar hij werd opgevoed door weduwe Virginie Saget. Eerst dacht hij dat Virginie zijn moeder was. Op zesjarige leeftijd werd hij, nog steeds in Marseille, ondergebracht in het gezin van de joodse zakenman David Cohen de Léon, een zogenaamde goede vriend van koning Leopold II. Weygand heeft zelf nooit iets verteld over dit pleeggezin. Als Cohen de Léon zijn echte vader was, heeft hij dat mogelijk verzwegen om zijn joodse afkomst te verbergen. Hij werd overigens katholiek opgevoed.
Op zijn 21ste werd hij door Francois-Joseph Weygand, een uit de Elzas afkomstige bediende van zijn pleegvader, erkend als zijn natuurlijke zoon. Als gevolg daarvan kreeg hij de Franse nationaliteit. Maxime Weygand zou nooit verdere contacten onderhouden met de man die formeel zijn vader was.
Een zeer goed onderbouwde stelling in feite en in rechte - en de minst romantische omdat zij geen koninklijke of prinselijke afstamming impliceert - zou Maxime Weygand maken tot de zoon van David de Léon Cohen en diens maîtresse Thérèse Denimal. De vader van Maxime was al getrouwd toen het kind werd verwekt en had een dochter bij zijn eerste vrouw. Maxime kon dus niet door zijn ouders zijn erkend of gewettigd ten tijde van hun huwelijk in 1885, omdat de toenmalige Franse wetgeving slechts in zeer beperkte gevallen de wettelijke bekendmaking van overspelige afstamming toestond, en de Belgische wetgeving op dit punt nog strenger was. Bovendien kon een zeker latent antisemitisme in die tijd de carrière van de briljante jonge soldaat Maxime belemmeren als bleek dat zijn vader joods was. De Dreyfus-affaire illustreerde enkele jaren later op trieste wijze deze gemoedstoestand, die ernstige gevolgen had kunnen hebben voor de jonge officier. Om zijn vooruitgang in zijn militaire carrière niet te belemmeren en om zijn bevordering in een Frans regiment te kunnen opnemen zodra hij Saumur verliet, was de naturalisatie van de jonge Maxime niet voldoende. Toen François Joseph Weygand, boekhouder van de firma Cohen in Marseille, Maxime op 18 oktober 1888 als zijn natuurlijke zoon erkende, werd deze laatste dan ook als Fransman van geboorte beschouwd.

## Begin militaire carrière
Toen Weygand nog de Belgische nationaliteit had, trad hij als buitenlandse cadet toe tot de École Spéciale Militaire de Saint-Cyr onder de naam "Maxime de Nimal". In 1887 studeerde hij met succes af. Daarna werd hij bij een cavalerie-eenheid gevoegd.
Tijdens de Dreyfusaffaire nam kapitein Weygand in 1898 deel aan een intekening ten gunste van de weduwe van luitenant-kolonel Hubert Henry, die zelfmoord had gepleegd nadat ontdekt was dat hij valse bewijsstukken tegen Dreyfus had vervaardigd. De actie was georganiseerd door de antisemitische krant La Libre Parole. Voor zijn deelname aan de intekening "die een politiek karakter had kunnen hebben" kreeg Weygand vier dagen arrest, de enige straf die hij ooit heeft opgelopen.

## Eerste Wereldoorlog
Bij het begin van de Eerste Wereldoorlog in 1914 was Weygand gestationeerd bij de huzareneenheid en op 28 augustus 1914 werd hij luitenant-kolonel in de staf van generaal Ferdinand Foch. In 1916 werd hij gepromoveerd tot brigadegeneraal en in 1918 tot divisiegeneraal. Sedert 1917 diende hij in de Opperste Oorlogsraad. Hij bleef bij de staf van Foch toen hij in de lente van 1918 benoemd werd tot opperbevelhebber van de Geallieerden. In dezelfde lente van 1918 was hij tevens Fochs rechterhand bij de Tweede Slag bij de Marne (waarna Foch werd gepromoveerd tot maarschalk van Frankrijk).
In november 1918 was Weygand betrokken bij de wapenstilstandsonderhandelingen. Hij las de voorwaarden aan de Duitsers voor in Compiègne.

## Interbellum
Tijdens de Pools-Russische Oorlog werd Weygand in 1920 naar Polen gezonden als hoofd van de Franse militaire missie. In deze missie zaten ook de Franse diplomaat Jean Jules Jusserand en de Britse diplomaat Lord Edgar Vincent D'Abernon. Hij adviseerde daar Józef Piłsudski.

## Weygand in Frankrijk en het Midden-Oosten
In 1923 werd Weygand bevelhebber van de Franse troepen in Libanon en Syrië. Een jaar later, in 1924, werd hij benoemd tot hoge commissaris van Syrië. Dit was hij slechts één jaar, tot 1925.
Hij keerde terug naar Frankrijk en werd de directeur van het Centrum voor Hogere Militaire Studies, een positie die hij vijf jaar lang vervulde. In 1931 werd hij benoemd tot chef-staf van het Franse Leger, vicevoorzitter van de Hogere Oorlogsraad en inspecteur-genraal van het leger. Hij behield deze posities, behalve die van inspecteur-generaal van het leger, tot hij in 1935 op 68-jarige leeftijd met pensioen ging.
In 1931 werd Weygand gekozen als lid van de Académie française (zetel 35) als opvolger van maarschalk Joffre.

## Het begin van de Tweede Wereldoorlog
In augustus 1939, vlak voor het uitbreken van de Tweede Wereldoorlog, riep premier Édouard Daladier hem weer op voor actieve dienst en benoemde hem tot legerbevelhebber voor het gebied van de Oriënt.

### Opperbevelhebber
Op 17 mei 1940 werd Weygand uit Syrië teruggeroepen om generaal Maurice Gamelin te vervangen als opperbevelhebber. Dat gebeurde vlak nadat duidelijk werd dat de Duitse pantsertroepen diep in Frankrijk waren doorgedrongen en een splitsing van de geallieerde legers onvermijdelijk leek. Hoewel vijf jaar ouder dan Gamelin werd hij als veel kordater en dynamischer beschouwd. Weygand keerde op 19 mei in Parijs terug. Hij nam meteen het bevel over maar verloor tijd door diverse protocollaire bezoeken en raadplegingen.
Op 21 mei vloog Weygand naar België voor overleg met de bevelhebbers van de geallieerde legers in België en Noord-Frankrijk. In Ieper had hij een conferentie met de Belgische koning (en opperbevelhebber) Leopold III en met generaal Gaston Billotte, de bevelhebber van de Franse legers in dat gebied, dat sinds de dag daarvoor van de rest van Frankrijk afgesloten was doordat de Duitse legers bij Abbeville de Kanaalkust hadden bereikt. Hij probeerde afspraken te maken voor een geallieerd tegenoffensief, maar daar kwam niets van terecht doordat de Britse bevelhebber Lord Gort pas arriveerde toen Weygand al vertrokken was, terwijl Billotte diezelfde nacht op de terugweg een auto-ongeluk had, waaraan hij zou overlijden. Daardoor zou de geallieerde actie in het noorden vrij ongecoördineerd verlopen, met de capitulatie van het Belgisch leger en de inscheping in Duinkerke tot gevolg.
Pas op 23 mei kwam Weygand met concrete legerorders. Hij gaf bevel een verdedigingslinie te vormen ten zuiden van de rivieren de Somme en Aisne, van Abbeville naar Montmédy. Bovendien eiste hij voorbereidingen om de Duitse aanval het hoofd te bieden. Zevenendertig divisies werden naar deze inderhaast gemaakte Weygandlinie gezonden.
Op 5 juni begon een Duitse aanval op de linie. Hoewel de door Weygand gehanteerde tactiek enig succes had - de Duitsers leden zware verliezen - was de Duitse overmacht te groot om lang stand te houden. Vanaf 9 juni braken de Duitsers overal door. Ze rukten steeds dieper Frankrijk binnen en begonnen de Franse garnizoenen aan de Maginotlinie te omsingelen. De Franse legers trokken zich terug en de regering moest Parijs verlaten.

### Onenigheid met Reynaud
Toen de Franse nederlaag duidelijk werd, kwam het tot onenigheid tussen Weygand en de Franse minister-president en minister van Defensie Paul Reynaud. Reynaud stelde voor dat de Franse regering en de Franse legers naar Noord-Afrika zouden uitwijken waar ze met Britse steun de oorlog zouden voortzetten. Weygand meende dat die evacuatie onmogelijk zou zijn en dat er onvoldoende middelen waren om daar stand te houden. Bovendien aanvaardde hij niet dat de in Frankrijk gebleven troepen zouden capituleren. Hij achtte dat in strijd met de eer van het leger en zei dat hij nooit zo'n bevel zou geven.
In plaats daarvan eiste Weygand dat er een wapenstilstand met Duitsland zou worden gesloten, waarbij Frankrijk minstens een deel van zijn leger zou mogen behouden "om de orde te handhaven" Om een of andere reden meende de generaal dat er een communistische opstand dreigde en dat hij daartegen moest optreden. In feite wilde Weygand dat de regering, waarvoor hij niet het minste respect hed, door een wapenstilstand de verantwoordelijkheid voor de nederlaag zou opnemen. Het was immers de regering die de oorlog begonnen was.
Reynaud begreep dat een wapenstilstand zou neerkomen op een onderwerping van Frankrijk aan het naziregime en wilde de Britten niet in de steek laten, temeer daar zijn Britse collega Churchill zeker de oorlog zou voortzetten. Hij dacht er aan om Weygand te vervangen, maar de opperbevelhebber kreeg steun van enkele ministers, vooral van de gezaghebbende oude maarschalk Philippe Pétain, die vicepremier was geworden.
De regering raakte het maar niet eens over een beslissing en op 16 juni - toen de ministerraad in Bordeaux vergaderde - nam Reynaud ontslag. Pétain volgde hem op als premier en benoemde Weygand tot minister van Defensie. Deze gaf toen meteen instructies voor onderhandelingen voor een wapenstilstand.
Generaal Charles de Gaulle, die onderstaatssecretaris van Reynaud was geweest, ging meteen daarop naar Londen. Weygand beval hem meteen terug te keren. De Gaulle stuurde hem daarop een brief met een oproep om aan Britse zijde de strijd voort te zetten, maar Weygand zond die brief ongeopend terug. Hij liet de Gaulle degraderen en voor de krijgsraad vervolgen.

## Vichyregime
Op 22 juni 1940 werd de wapenstilstand met Duitsland gesloten. De regering-Pétain vestigde zich kort daarop in Vichy waar ze een autoritair regime vestigde. Als minister stelde Weygand een programma voor dat aansloot bij de "nationale revolutie" die Pétain wilde voeren. Daarin klaagde hij onder meer de klassenstrijd, de invloed van de vrijmetselarij en de "massale" naturalisaties van vreemdelingen aan.
Op 5 september 1940 nam Weygand ontslag als minister om algemeen gedelegeerde van het Vichyregime in Frans Noord-Afrika te worden.
Zijn beleid in Noord-Afrika zag er als volgt uit:
- Hij overtuigde jonge officieren om niet de kant van de Vrije Fransen van de Gaulle te kiezen en rechtvaardigde de wapenstilstand door hen te laten hopen op een latere hervatting van de strijd.
- Hij deporteerde tegenstanders naar concentratiekampen in Zuid-Algerije en Marokko. Daar sloot hij met de medeplichtigheid van admiraal Jean-Marie Charles Abrial tegenstanders van het Vichyregime (gaullisten, vrijmetselaars, communisten etc.), de buitenlandse vrijwilligers van het Frans Vreemdelingenlegioen, buitenlandse vluchtelingen zonder werk (maar legaal in Frankrijk) etc. op.
- Niet alleen paste hij Vichy's racistische wetten tegen de joden ook toe in Noord-Afrika, hij ging zelfs verder. Zo verwijderde hij vrijwel alle joodse kinderen uit de openbare scholen, iets wat in het Franse moederland niet gebeurde.

Weygand verwierf een reputatie als een tegenstander van de collaboratie toen hij in Vichy protesteerde tegen de Protocollen van Parijs die op 28 mei 1941 door François Darlan werden ondertekend. Dat waren overeenkomsten die de bases voor de asmogendheden garandeerden in Aleppo (Syrië), Bizerte en Dakar en instonden voor de beoogde uitgebreide militaire samenwerking met de As in geval van een geallieerde aanval. Simon Kitson schreef in zijn boek 'The Hunt for Nazi Spies' dat Weygand duidelijk bleef in zijn kritiek op Duitsland.
Weygand stond aanvankelijk zeer gunstig tegenover een samenwerking met Duitsland, maar opperde hiervoor discretie. Bovendien was hij tegen Duitse bases in Afrika. Hij was ook niet neutraal of voorstander van de geallieerden. Weygand zocht enkel een oplossing om te voorkomen dat Frankrijk bij de inheemse inwoners zijn prestige verloor en wilde het koloniaal bezit bijeenhouden. Wel nam Weygand maatregelen om in het geheim het Franse leger te versterken, omdat hij rekening hield met een herneming van het conflict met Duitsland. Hij onderhield ook goede contacten met de Verenigde Staten. Hoe dan ook eiste hij absolute gehoorzaamheid aan Pétain.
Hitler eiste echter volledige samenwerking en zette in november 1941 het Vichyregime onder druk om Weygand te ontslaan en terug te roepen. Op 20 november 1942, nadat de Duitsers ook het onbezette deel van Frankrijk hadden binnengevallen, werd Weygand gearresteerd. Hij ging in gevangenschap in Duitsland en werd later naar Schloss Itter in Noord-Tirol gebracht. Daar zat Weygand samen met generaal Gamelin en de oud-premiers Daladier en Reynaud gevangen tot ze in mei 1945 door Amerikaanse troepen werden bevrijd.

## Laatste jaren
Kort na zijn bevrijding werd de toen 78-jarige Weygand gearresteerd op bevel van de regering-de Gaulle. De Franse generaal Jean de Lattre de Tassigny moest tegen zijn zin zijn vroegere chef gevangen naar Frankrijk terugsturen waar hij als oud-medewerker van het Vichyregime in Val-de-Grâce werd vastgehouden.
Hij werd in mei 1946 vrijgelaten en kreeg in 1948 een volledige buitenvervolgingstelling.
Generaal Weygand bleef tot zeer hoge leeftijd actief. Hij was lid en soms erevoorzitter van talrijke organisaties, vaak van katholieke, rechtse en monarchistische signatuur. Hij gaf in lezingen en artikelen zijn mening over diverse onderwerpen.
Toen de oorlogsmemoires van generaal de Gaulle verschenen, schreef Weygand het boek En lisant les Mémoires de guerre du général de Gaulle, waarin hij de inhoud van de memoires tot in de details bekritiseerde. Hij bleef ook de rest van zijn leven ijveren voor het eerherstel van de veroordeelde maarschalk Pétain.
Hij kantte zich tegen het plan voor een Europese Defensiegemeenschap maar pleitte voor een versterking van de NAVO tot een heuse Atlantische Unie. Weygand verdedigde ook het behoud van Frans Algerije.
Maxime Weygand stierf in 1965 in Parijs op 98-jarige leeftijd. De Gaulle - toen president - weigerde een uitvaartplechtigheid in de Invalides toe te staan, wat tot zware kritiek leidde. Zijn begrafenis werd een ware optocht van rechtse tot zeer rechtse prominenten.

## Onderscheidingen
- Legioen van Eer
  - Ridder op 10 juli, 1913
  - Officier op 10 december 1914
  - Commandeur op 28 december 1918
  - Grootofficier op 1 september 1920
  - Grootkruis op 6 december 1924
- Médaille militaire op 8 juli 1930
- Croix de guerre 1939 - 1945 met 2 Palmen
- Croix de guerre des théâtres d'opérations extérieures met 1 Palm
- Overwinningsmedaille
- Herinneringsmedaille aan de Oorlog 1914-1918
- Commandeur Kroonorde
- Oorlogskruis
- Army Distinguished Service Medal
- Grootkruis in de Orde van Sharifian Alawaidis
- Lid in het Orde van het Bad op 19 maart 1915[4]
- Ridder Commandeur in de Orde van Sint-Michaël en Sint-George
- Militaire Orde van Lačplēsis, 2e klasse
- Virtuti Militari, 2e klasse op 25 augustus 1919
- Orde van het Vrijheidskruis, VR I/1 op 29 april 1925[5]
- Ereburger van de stad Warschau

## Militaire loopbaan
- Luitenant-kolonel: 24 juli 1912[6]
- Tijdelijk Kolonel: 21 september 1914[6]
- Kolonel: 1 november 1914[6]
- Brigadegeneraal (Général de Brigade): 8 augustus 1916[6]
- Tijdelijk Generaal-majoor: 29 november 1917[6]
- Generaal-majoor (Général de Division): 26 juni 1918[6]
- Luitenant-generaal: 29 oktober 1920[6]
- Generaal: 19 april 1923[6]

- Bibsys: 90957327
- Biblioteca Nacional de Chile: 000106721
- Biblioteca Nacional de España: XX1170414
- Bibliothèque nationale de France: cb11929109t (data)
- CiNii: DA04999306
- Gemeinsame Normdatei: 118807072
- International Standard Name Identifier: 0000 0000 8350 2612
- Library of Congress Control Number: n50019318
- National Archives and Records Administration: 10582029
- Nationale Bibliotheek van Tsjechië: jn19981002402
- Nationale bibliotheek van Australië: 35680718
- Nationale Bibliotheek van Israël: 987007463186405171
- Nationale Bibliotheek van Polen: a0000001830107
- Nationale en Universitaire bibliotheek Zagreb: 000249970
- Nederlandse Thesaurus van Auteursnamen: 068294417
- Réseau des bibliothèques de Suisse occidentale: 02-A003970646
- Istituto Centrale per il Catalogo Unico: RAVV077804
- SNAC: w6pv79kn
- Système universitaire de documentation: 027195864
- Trove: 1039709
- Virtual International Authority File: 2478312
- WorldCat: E39PBJqkbg76RmydyWfrGM3hHC